# Гоннаріо II
Гоннаріо II (італ. Gonnario II; бл. 1090 — 1126) — 8-й юдик (володар) Арборейського юдикату в 1116—1126 роках.

## Життєпис
Походив з родини, що була пов'язана з династією Лакон-Гунале. За однією версією, був сином або онуком (більш імовірно) П'єтро, сина арборейського юдика Баризона I, за іншою — сином доньки Маріано I та представника знатного роду Орру (Орву). За ще однією гипотезею був сином Орцокко II.
Для зміцнення своїх прав на трон одружився з Елеонорою (Оленою), донькою юдика Коміти I, що не мав спадкоємців чоловічої статі. 1116 року після смерті останнього успадкував трон Арбореї.
Багато зробив для зміцнення влади власної династії — Лакон-Серра. Водночас спільно з генуезцями та пізанцями продовжив атаки на Балеарські острови, які на той час перейшли під владу Альморавідів. Гоннаріо II панував до 1126 року, після чого владу перебрав його син Костянтин I.

## Родина
Дружина — Елеонора (Олена), донька Коміти I, юдики Арбореї
Діти:
- Олена (Елеонора)
- Костянтин I (д/н—1131), юдик Арбореї